# Золотая медаль имени Н. Н. Семёнова
Золотая медаль имени Н. Н. Семёнова присуждается Российской академией наук с 1991 года за выдающиеся работы в области химической науки. Награждаются как российские так и зарубежные учёные. Носит имя советского химика Николая Николаевича Семёнова.

Внешний вид медали
Обратная сторона медали

## История
Медаль была учреждена по просьбе Академии наук СССР Постановлением ЦК КПСС и Совета министров СССР от 22 апреля 1988 г. № 516 «Об увековечении памяти академика Н. Н. Семенова». Медаль вручается раз в пять лет.

## Награждённые учёные
| Год  | Лауреат премии                 | За какие работы |
| ---- | ------------------------------ | --- |
| 1991 | Хоффман, Роалд                 | за выдающийся вклад в квантовую химию и теорию химических реакций |
| 1996 | Гольданский, Виталий Иосифович | за совокупность работ по химической физике, в том числе химической кинетике |
| 2001 | Шилов, Александр Евгеньевич    | за цикл работ «Комплексы металлов в биомиметрических химических реакциях» |
| 2006 | Молин, Юрий Николаевич         | за выдающийся вклад в исследования элементарных химических реакций, развитие принципиально новых, основанных на проялениях квантовой когерентности спинов, методов изучения кинетики и механизмов быстрых реакций |
| 2011 | Манелис, Георгий Борисович     | за основополагающие работы по макрокинетике реакций в твердой фазе |
| 2016 | Алдошин, Сергей Михайлович     | за большой вклад в развитие химической физики |
| 2021 | Фортов, Владимир Евгеньевич    | за большой вклад в развитие химической физики (посмертно) |